# Mohamed Ihattaren
Mohamed Amine Ihattaren (ur. 12 lutego 2002 w Utrechcie) – holenderski piłkarz marokańskiego pochodzenia występujący na pozycji pomocnika w czeskim klubie Slavia Praga.

## Kariera
Jest wychowankiem PSV Eindhoven. W jego zespołach juniorskich trenował w latach 2010–2019. Treningi piłkarskie rozpoczął natomiast w klubie SV Houten. 1 stycznia 2019 został na stałe włączony do kadry pierwszego zespołu PSV. W rozgrywkach Eredivisie zadebiutował 26 stycznia 2019 w wygranym 2:1 meczu z FC Groningen. Do gry wszedł w 90. minucie, zastępując Gastóna Pereiro. Wraz z reprezentacją Holandii do lat 17 w 2018 wywalczył juniorskie mistrzostwo Europy.